# Castelo (Río de Janeiro)
Castelo es una zona del centro de la ciudad de Río de Janeiro, Brasil. Al no ser oficialmente un barrio de la ciudad, sus límites son imprecisos y no oficiales. Generalmente se considera que comprende la zona entre la Avenida Rio Branco, el Aeropuerto Santos Dumont y la Plaza Quince de Noviembre.
El área lleva ese nombre por ubicarse en la antigua ubicación del Morro do Castelo (el núcleo original de la ciudad) que fue demolido en la década de 1920. Actualmente, en la zona se ubican la sede de la Academia Brasileña de Letras, el Palacio Gustavo Capanema, la antigua sede del Ministerio de Educación y Cultura, los antiguos edificios de los ministerios de Trabajo y de Hacienda, el Museo Histórico Nacional, el Fórum, el Palacio Tiradentes, la iglesia de Santa Luzia y la Escuela Naval.
Como la mayor parte de las edificios fueron construidos luego de la demolición del morro, la mayoría es del estilo "art déco" predominante en la época. 